# Carybdeidae
Carybdeidae è una famiglia di Cubomedusae che si contraddistingue da un solo tentacolo per ''pedalium'', quattro strutture muscolose alla base dell'ombrella. Inoltre, la famiglia è caratterizzata da una tasca del ropalio a forma di cuore, ma poco definita, e gruppi di nematocisti sui pedalia . 
La C. sivickisi presenta caratteristiche sia morfologiche che filogenetiche suggerenti che sia più vicina alle Tripedaliidae piuttosto che alle meduse del genus Carybdea.

## Generi
Secondo il World Register of Marine Species, la famiglia Carybdeidae possiede un solo genere:
- Carybdea Péron & Lesueur, 1809

Dal canto suo, Integrated Taxonomic Information System ne elenca tre:
- Carybdea Péron & Lesueur, 1809
- Tamoya Müller, 1859
- Tripedalia Conant, 1897